# 菅井準一
菅井 準一（すがい じゅんいち、1903年2月1日 - 1982年6月14日）は、日本の科学史家。

## 生涯
山形県出身。旧制山形高校、東京帝国大学理学部物理学科卒業。陸軍士官学校教授などを経て、1942年文部省視学官兼科学官。教育科学研究会の科学教育研究部会数学教育分会に参加。1941年の日本科学史学会創立に加わり『近代科学成立史』を編集した。1973年横浜商科大学教授。

## 著書
- 科学史の諸断面 力学及び電磁気学の形成史 岩波書店 1941
- 科学のこころ 中央公論社 1941
- 生活科学への道 羽田書店 1942 (生活科学新書)
- 科学文化の基調 日本評論社 1942
- 自然の観察指導の記録 清水書房 1943
- 科学に培ふ 天然社 1944
- 科学教育論 西荻書店 1946 (新教育叢書)
- 科学事始 天然社 1946
- 重さの科学 清水書房 1946 (科学教育講座 第1輯(物理及化学))
- 電気磁気の話 広島図書 1948 (銀の鈴文庫 社会科学篇)
- 科学的ヒューマニズム 天然社 1948
- 科学の道と精神 清水書房 1948
- 嵐の中の科学者 プランクとアインシュタイン 日本評論社 1949 (新文化叢書)
- ガリレイ 弘文堂 1950 (科学史をつくる人々)
- 真理愛の科学者 パスカル・パストゥール・キュリー夫妻の物語 文理書院 1950
- 近代科学の成立 湯川弘文社 1950 (弘文選書)
- 科学読本 実業教科書 1950
- 光を掲げた人々 2 アインシュタイン 共和出版社 1951
- 人類の恩人たち 真理愛に生きた四人の科学者 文理書院 1951
- 人類のともしび ノーベル賞に輝く人びと 牧書店 1953 (学校図書館文庫)
- 科学の窓を開いた人びと 少年少女の科学物語 大蔵出版 1955
- 科学者の道 青葉書房 1957 (学級図書館
- 現代科学史 平凡社 1957 (へいぼんぶっくす)
- 自然科学概論 改稿版 学術図書出版社 1959
- 科学の歴史 あかね書房 1960 (少年少女最新科学全集)
- 現代物理学をひらく プランクとアインシュタインの生涯 新日本文庫 1975

## 共著
- 物理学概説 第3 電気磁気学 谷安正共著 岩波書店 1936
- アメリカ技術史 田代三千稔共著 天然社 1949
- 科学の成立と発展 杉田元宜共著 中教出版 1950 (新制大学一般教養物理的科学)
- 科学は自殺する 殺人兵器への抵抗 林克也共著 同光社磯部書房 1953
- 子どもの科学性を育てる 丸本喜一共編 東洋館出版社 1953 (初等教育新書
- 科学史物語 平田寛,田中実共著 角川書店 1963
- 宇宙のふしぎ 星・宇宙・宇宙飛行 市場泰男共著 あすなろ書房 1967.9 (こどもの質問に答える)
- 宇宙のふしぎ 月・太陽・太陽系 市場泰男 あすなろ書房 1967.9 (こどもの質問に答える)
- 新しい科学の話 社会思想社 1968 (現代教養文庫)

## 翻訳
- 小さな物理学者の工作と実験 ベ・リヒチェル 河出書房 1954 (世界少年少女科学全集)
- 近代科学の歩み J.リンゼー編 1956 (岩波新書)
- 若人のための原子力 ロバート・ポッター 時事通信社 1957 (時事新書)
- 新しい原子力の世界 ジェームス・ストックレー 時事通信出版局 1958 (時事新書)
- 西洋科学史 シュテーリヒ 長野敬,佐藤満彦共訳 商工出版社 1958-59 (科学史選書) のち現代教養文庫
- 人物で描く近代科学 サイエンティフィック・アメリカン社編 市場泰男共訳 白揚社 1960
- 科学の歴史 第1-2 ジョージ・シュウォルツ,フィリップ・ビショップ 河出書房新社 1962-63